# Wei Ziya
Wei Ziya (魏子雅), nata Wèi Jìngtíng (魏静婷) (Guiyang, ottobre 1984) è una modella cinese, incoronata Miss Universo Cina nel 2007.
Ha quindi ottenuto la possibilità di rappresentare la Cina in occasione del concorso di bellezza internazionale Miss Universo 2008, che si è tenuto presso il Crown Convention Center nel Diamond Bay Resort, a Nha Trang in Vietnam il 14 luglio 2008. Wei Ziya non è riuscita però a classificarsi nella rosa delle quindici finaliste del concorso.